# 最终幻想传奇 时空水晶
《最终幻想传奇 时空水晶》是Matrix Software开发、史克威尔艾尼克斯所发行，对应Android和iOS的免费游戏。这是继《最终幻想传奇 光与暗的战士》（也按美版名“译作最终幻想 维度”）后又一款“最终幻想传奇”游戏。游戏情节为穿越时光从神手中拯救世界。

## 玩法
《最终幻想传奇 时空之水晶》使用和《最终幻想X》类似的回合制战斗系统。游戏同样采用了召唤兽系统。

## 开发
游戏总监、编剧和设计师由时田贵司一人担任，他是史克威尔1995年大作《时空之轮》的三名总监之一。游戏目标是对《最终幻想V》、《最终幻想VI》、《时空之轮》等超级任天堂作品的怀旧。游戏相当注重情节。游戏角色设计和插画由CyDesignation的前史克威尔雇员相场良佑负责。游戏配乐由水田直志谱写，近50首曲目相当于游戏机游戏。主题曲《Timeless Tomorrow》由Lia演唱。
游戏在2014年11月18日的“智能电话最终幻想2015新作发表会”和另一款游戏《最终幻想 勇者前线》一同公开。
游戏于2015年2月12日发行第一章第1节“通往异世界之门”
，第2节“魔法都市敏西迪亚”2月26日发行，第3节“西之精灵，东之侏儒”3月12日发行。第二章由两节：第1节“破坏神的断罪”2013年3月27日发行，第2节“希瓦的试炼”4月17日推出。第三章第1节“失落的魔法”2015年4月30日推出。

## 评价
游戏在发售不到半个月下载量突破100万，2015年5月18日下载量突破150万。